# Angelo Moriondo
Angelo Moriondo (6. června 1851 Turín – 31. května 1914 Marentino) byl italský vynálezce a podnikatel, který si nechal patentovat první přístroj na přípravu espressa.
Pocházel z rodiny obchodníků, jeho otec založil turínskou továrnu na čokoládu Moriondo & Gariglio. Angelo rozšířil podnikání a stal se majitelem Grand-Hotelu Ligure na náměstí Piazza Carlo Felice. Zkušenost z hotelového provozu ho přivedla k hledání způsobu, jak urychlit přípravu kávy. S pomocí místního mechanika Martiny proto vyrobil přístroj, který využíval k přípravě nápoje páru a horkou vodu z měděného kotle a dokázal tak získat až 300 šálků za hodinu.
Moriondovo prvenství bývá zpochybňováno s tím, že již v roce 1817 přišel s obdobnou myšlenkou Němec Elard Römershausen a krátce po něm také Francouz Louis Bernard Rabaut. Přístroj na přípravu kávy byl předváděn také na Světové výstavě 1855 v Paříži.
Moriondo získal patent na kávovar 16. května 1884. S velkým úspěchem jej prezentoval na Všeobecné italské výstavě, která se toho roku konala v turínském Parco del Valentino. V Paříži mu byl 23. října 1885 udělen také patent pro zahraničí. Moriondo však využíval přístroj jen ve svých podnicích a nezahájil jeho sériovou výrobu. V roce 1901 Moriondův kávovar zdokonalil Luigi Bezzera a v roce 1933 vyrobil  Francesco Illy první automatický přístroj na přípravu espressa.
Angelo Moriondo byl pro své podnikatelské úspěchy zvolen do představenstva obchodní komory v Turíně. Zemřel ve věku 62 let na venkovském sídle v Marentinu u Turína. Měl čtyři děti, syn Giacomo Moriondo (1896–1957) proslul jako malíř. 
Dne 6. června 2022 připomněl Google Doodle výročí Moriondova narození.